# Madagascar aux Jeux paralympiques d'été de 2016
La participation de Madagascar aux Jeux paralympiques d'été de 2016 à Rio de Janeiro au Brésil, est la 4e apparition de ce pays aux Jeux paralympiques d'été depuis sa première en 2000, 16 ans auparavant.
Le sprinteur Revelinot Raherinandrasana est le seul athlète à représenter le pays à cet évènement, accompagné de quatre personnels techniques. Il concourt à l'épreuve du 1 500 mètres T46 masculin, où il terminé dixième et dernier à la phase finale.

## Préparation et objectifs
Ayant participé, depuis sa toute 1re apparition lors des JP de 2000 à Sydney, dans toutes les éditions des Jeux paralympiques d'été, sauf celle de 2004, Madagascar marque sa 4e participation à ces jeux, à Rio de Janeiro cette fois. Pour cette édition, le Madagascar paralympic committee énumère 3 licenciés vers le Comité international paralympique.
C'est Revelinot Raherinandrasana qui se qualifie grâce à une wild card, accordée par le CIP. « Il a la meilleure performance parmi les trois candidats », affirme le président du MPC Monja Dinard. Âgé de 38 ans au moment des JP de Rio, il est amputé du bras gauche et fait donc partie de la catégorie T46. Il s'agit de sa 2e participation aux Jeux d'été, la première étant en 2012, où il court l'épreuve du 200 mètres. En 2016, cependant, il dispute l'épreuve du 1 500 mètres. Partant Monja Dinard exige un meilleur bilan que celui de l'édition dernière,.
En vue de ces Jeux, Revelinot Raherinandrasana prend part à la course Racing Madagascar, où il finit en 11e position parmi les 25 concourants, « tous des valides ».

## Rio de Janeiro
Composée de cinque personnes au total, la délégation malagache ne comprend qu'un seul athlète, Revelinot Raherinandrasana, qui concourt à l'athlétisme. Le chef de mission est le président du MPC Monja Dinard, l'entraîneur de l'équipe est le secrétaire général de la fédération Olivier Razafimandimby, le médecin du groupe est Mamy Andrianaly, et le responsable administratif est Temisy Aristide Andriamahavonjy,.
Les envoyés de Madagascar partent le 2 septembre pour Rio de Janeiro. Le seul athlète du groupe, Raherinandrasana, porte le drapeau durant la parade des nations et assume également la fonction de coureur de fond de service lors de la cérémonie d'ouverture. Pour celle-ci, la délégation malagache se représente avec les malabary et les chapeaux de paille,.
Le 16 septembre, alors qu'il porte le dossard no 7, Revelinot Raherinandrasana participe à l'épreuve du 1 500 mètres T46 masculin (athlétisme) avec dix autres concourants, où il termine en dixième et dernière position, avec un temps de 4 min 38 s 60.
| Athlète                    | Finale        | Finale |
| Athlète                    | Temps         | Rang   |
| -------------------------- | ------------- | ------ |
| Revelinot Raherinandrasana | 4 min 38 s 60 | 10e    |

## Postérité
Même s'il est le premier malagache à accéder à une finale paralympique, Revelinot Raherinandrasana ne reçois aucun accueil officiel à son retour à Madagascar. Au fait, il reprend son travail de blanchisseur, avec son épouse, dans une zone modeste de la capitale.